# يفغيني سافونوف
يفغيني سافونوف (بالروسية: Сафонов, Евгений Александрович)‏ (6 يوليو 1977 بطشقند في أوزبكستان - ) هو لاعب كرة قدم روسي وأوزبكستاني في مركز حراسة المرمى. شارك مع منتخب أوزبكستان لكرة القدم. أما مع النوادي، فقد لعب مع شينيك ياروسلافل ونادي أورال يكاترينبورغ وFC Megasport ‏ ودينامو سمرقند وFC Ryazan ‏.

## وصلات خارجية
- يفغيني سافونوف على موقع قاعدة بيانات كرة القدم.إي يو (الإنجليزية)
- يفغيني سافونوف على موقع ناشيونال فوتبول تيمز (الإنجليزية)